# Bolesław Prus
Bolesław Prus (Hrubieszów, 20. kolovoza 1847. – Varšava, 19. svibnja 1912.), poljski književnik
Pravo ime - Aleksander Głowacki
Bio je demokrat koji vjeruje u postupni preobražaj poljskog društva, altruist u čijem se djelu osjeća dobrodušan humor i suosjećanje sa slabima. Pisao je o borbi poljskih seljaka za zemlju, o emancipaciji žena, o potrebi realizma u kulturi i politici. Odnoseći se negativno prema autokratskom mentalitetu uvodio je u poljsku literaturu likove iz građanske trgovačke sredine, ljude iz naroda, seljake, gradsku sirotinju, pa je njegov opus značajno svjedočanstvo o poljskim prilikama njegova vremena. 